# Alberico II da Barbiano
Alberico II (o Alberico Novello) da Barbiano (Zagonara, ... – Belgioioso, 1440) è stato un nobile, condottiero e capitano di ventura italiano, conte di Cunio e signore di Belgioioso, Massa Lombarda e Zagonara, nipote del celebre Alberico da Barbiano.

## Biografia
Le prime notizie di Alberico si hanno nel primo decennio del XV secolo, quando, circa ventenne, iniziò ad affiancare il padre Lodovico nelle sue imprese militari.
Nel 1412 si oppone assieme agli Este alle truppe di papa Gregorio XII, il quale cercava di conquistare la Romagna.
Nel 1413, però, cambia partito e assieme a Carlo I Malatesta fronteggia le milizie dell'antipapa Giovanni XXIII, compiendo anche alcune scorrerie a San Lazzaro di Savena, Altedo e Cento.
Alberico morì nel 1440 a Belgioioso.

## Ascendenza
|                                            |                                           |                                              | Genitori                                           |  |  | Nonni |  |  | Bisnonni                                |  |  | Trisnonni                                |  |
|                                            |                                           |                                              |                                                    |  |  |       |  |  | 8. Alidosio da Barbiano, conte di Cunio |  |  | 16. Alberico da Barbiano, conte di Cunio |  |
|                                            |                                           |                                              |                                                    |  |  |       |  |  | 8. Alidosio da Barbiano, conte di Cunio |  |  | 16. Alberico da Barbiano, conte di Cunio |  |
|                                            |                                           | 17. Giovanna Frangipani                      |                                                    |  |  |       |  |  | 8. Alidosio da Barbiano, conte di Cunio |  |  |                                          |  |
| 4. Alberico da Barbiano, conte di Cunio    |                                           |                                              |                                                    |  |  |       |  |  | 8. Alidosio da Barbiano, conte di Cunio |  |  |                                          |  |
|                                            |                                           | …                                            | …                                                  |  |  |       |  |  |                                         |  |  |                                          |  |
|                                            |                                           | …                                            | …                                                  |  |  |       |  |  |                                         |  |  |                                          |  |
|                                            |                                           | …                                            | …                                                  |  |  |       |  |  |                                         |  |  |                                          |  |
| 2. Lodovico da Barbiano, conte di Cunio    |                                           | …                                            |                                                    |  |  |       |  |  |                                         |  |  |                                          |  |
|                                            |                                           | 10. Guido III da Polenta, signore di Ravenna | 20. Bernardino I da Polenta, signore di Ravenna    |  |  |       |  |  |                                         |  |  |                                          |  |
|                                            |                                           | 10. Guido III da Polenta, signore di Ravenna | 20. Bernardino I da Polenta, signore di Ravenna    |  |  |       |  |  |                                         |  |  |                                          |  |
|                                            |                                           | 10. Guido III da Polenta, signore di Ravenna | 21. Maddalena Balbi                                |  |  |       |  |  |                                         |  |  |                                          |  |
| 5. Beatrice da Polenta                     |                                           | 10. Guido III da Polenta, signore di Ravenna |                                                    |  |  |       |  |  |                                         |  |  |                                          |  |
|                                            |                                           | 11. Elisa d'Este                             | 22. Obizzo III d'Este, signore di Ferrara e Modena |  |  |       |  |  |                                         |  |  |                                          |  |
|                                            |                                           | 11. Elisa d'Este                             | 22. Obizzo III d'Este, signore di Ferrara e Modena |  |  |       |  |  |                                         |  |  |                                          |  |
|                                            |                                           | 11. Elisa d'Este                             | 23. Lippa Ariosti                                  |  |  |       |  |  |                                         |  |  |                                          |  |
| 1. Alberico II da Barbiano, conte di Cunio |                                           | 11. Elisa d'Este                             |                                                    |  |  |       |  |  |                                         |  |  |                                          |  |
|                                            | 12. Ricciardo Manfredi, signore di Faenza | 24. Francesco I Manfredi, signore di Faenza  |                                                    |  |  |       |  |  |                                         |  |  |                                          |  |
|                                            | 12. Ricciardo Manfredi, signore di Faenza | 24. Francesco I Manfredi, signore di Faenza  |                                                    |  |  |       |  |  |                                         |  |  |                                          |  |
|                                            | 12. Ricciardo Manfredi, signore di Faenza | 25. Rengarda Malatesta                       |                                                    |  |  |       |  |  |                                         |  |  |                                          |  |
| 6. Giovanni Manfredi, signore di Faenza    | 12. Ricciardo Manfredi, signore di Faenza |                                              |                                                    |  |  |       |  |  |                                         |  |  |                                          |  |
|                                            |                                           | 13. Diletta da Barbiano                      | 26. Alberico da Barbiano, conte di Cunio (= 16.)   |  |  |       |  |  |                                         |  |  |                                          |  |
|                                            |                                           | 13. Diletta da Barbiano                      | 26. Alberico da Barbiano, conte di Cunio (= 16.)   |  |  |       |  |  |                                         |  |  |                                          |  |
|                                            |                                           | 13. Diletta da Barbiano                      | 27. Giovanna Frangipani (= 17.)                    |  |  |       |  |  |                                         |  |  |                                          |  |
| 3. Isabella Manfredi                       |                                           | 13. Diletta da Barbiano                      |                                                    |  |  |       |  |  |                                         |  |  |                                          |  |
|                                            |                                           | …                                            | …                                                  |  |  |       |  |  |                                         |  |  |                                          |  |
|                                            |                                           | …                                            | …                                                  |  |  |       |  |  |                                         |  |  |                                          |  |
|                                            |                                           | …                                            | …                                                  |  |  |       |  |  |                                         |  |  |                                          |  |
| 7. Ginevra Mongardino                      |                                           | …                                            |                                                    |  |  |       |  |  |                                         |  |  |                                          |  |
|                                            |                                           | …                                            | …                                                  |  |  |       |  |  |                                         |  |  |                                          |  |
|                                            |                                           | …                                            | …                                                  |  |  |       |  |  |                                         |  |  |                                          |  |
|                                            |                                           | …                                            | …                                                  |  |  |       |  |  |                                         |  |  |                                          |  |
|                                            |                                           | …                                            |                                                    |  |  |       |  |  |                                         |  |  |                                          |  |